# Rhaphuma amamiensis
Rhaphuma amamiensis är en skalbaggsart som beskrevs av Hayashi 1983. Rhaphuma amamiensis ingår i släktet Rhaphuma och familjen långhorningar. Inga underarter finns listade i Catalogue of Life.